# Koznik (gmina Sjenica)
Koznik (cyr. Козник) – wieś w Serbii, w okręgu zlatiborskim, w gminie Sjenica. W 2011 roku liczyła 15 mieszkańców.